# Browns
Browns es una villa ubicada en el condado de Edwards en el estado estadounidense de Illinois. En el Censo de 2010 tenía una población de 134 habitantes y una densidad poblacional de 177,18 personas por km².

## Geografía
Browns se encuentra ubicada en las coordenadas 38°22′39″N 87°58′59″O / 38.37750, -87.98306. Según la Oficina del Censo de los Estados Unidos, Browns tiene una superficie total de 0.76 km², de la cual 0.76 km² corresponden a tierra firme y (0%) 0 km² es agua.

## Demografía
Según el censo de 2010, había 134 personas residiendo en Browns. La densidad de población era de 177,18 hab./km². De los 134 habitantes, Browns estaba compuesto por el 97.01% blancos, el 0.75% eran afroamericanos, el 0% eran amerindios, el 0.75% eran asiáticos, el 0% eran isleños del Pacífico, el 0% eran de otras razas y el 1.49% pertenecían a dos o más razas. Del total de la población el 0% eran hispanos o latinos de cualquier raza.